# Celdifferentiatie

Stamceldifferentiatie in verschillende dierlijke celtypen

Celdifferentiatie is een fysiologisch, anabool proces waarbij een weinig gespecialiseerde stamcel zich, via celdeling, exponentieel vermenigvuldigt naar grote aantallen verschillende soorten, meer gespecialiseerde, weefselspecifieke cellen. Een belangrijk voorbeeld van celdifferentiatie in de fysiologie is de bloedvorming, of hematopoëse, bij zoogdieren. Hierbij worden vanuit het beenmerg dagelijks grote hoeveelheden bloedcellen vervangen.

## Weefselontwikkeling vanuit de bevruchte eicel
Differentiatie komt voor tijdens de ontwikkeling van meercellige organismen. Zo worden uit één totipotente zygote (de bevruchte eicel) eerst verschillende multipotente stamcellen gevormd, en vanuit deze stamcellen de verschillende soorten weefselcellen (met daarbinnen ook weer verschillende celtypes), en krijgen de cellen binnen de verschillende weefsels hun uiteindelijke, specifieke functionaliteit. 
Tijdens het differentiatieproces ontstaan grote verschillen tussen de verschillende celtypen, wat betreft vorm, grootte, membraanpotentiaal, activiteit en de chemische reacties (stofwisseling) die er plaatsvinden. Deze veranderingen treden op als gevolg van verschillen in gen-expressie tussen de verschillende celtypen. Afhankelijk van het weefsel waar de gedifferentieerde cel deel van gaat uitmaken, worden bepaalde genen aangezet (komen tot uitdrukking of expressie), terwijl andere genen uit blijven staan. Alle verschillende soorten weefselcellen binnen een organisme bevatten echter hetzelfde genetische materiaal, dat ze vanuit de zygote hebben meegekregen.

## Celdifferentiatie bij dieren
Celdifferentiatie dient voor de aanmaak van nieuw weefsel ten behoeve van de groei of ter vervanging van verouderd (afgedankt) of beschadigd weefsel. Stamcellen delen en differentiëren zich hiertoe tot dochtercellen die instaan voor de normale celvernieuwing en het herstel van weefselschade.
Wanneer de cel kan differentiëren in alle celtypes, placentaweefsel inbegrepen, noemt men die totipotent. Bij zoogdieren zijn enkel de zygote (de bevruchte eicel) en de daaropvolgende blastomeren totipotent. Een pluripotente cel is een cel met de mogelijkheid te veranderen (differentiëren) in alle celtypes van het volwassen organisme. Bij dieren en de mens zijn dat de embryonale stamcellen uit de kiembladen.
Multipotente voorlopercellen kunnen differentiëren tot de verschillende celtypes die in één specifiek weefsel voorkomen. Een oligopotente cel is een cel, die maar in een paar celtypen kan differentiëren. Volledig gedifferentieerde cellen hebben hun potentie om andere celtypes te vormen verloren.

## Celdifferentiatie bij planten
Planten zijn vrijwel altijd, hun hele leven in staat tot het vormen van nieuwe organen, daartoe in staat gesteld door de cellen van de verschillende meristemen. Bij planten ontwikkelen veel meristemen zich gewoonlijk niet. Deze bevinden zich bijvoorbeeld in de slapende knoppen. Daarbij komt dat planten ook actief organen kunnen afstoten, bijvoorbeeld bladverliezende bomen verliezen elk najaar hun bladeren.
Door mitose, celdeling en plasmagroei ontstaan er nieuwe cellen buiten het meristeem. Deze cel zal celstrekking ondergaan. Dit gebeurt door extra opname van water in de vacuolen. Deze vacuolen zullen vervolgens samensmelten tot één grote centrale vacuole.
Een cel kan door celstrekking 10 tot 15 keer zo lang worden. Tijdens de celstrekking wordt de celwand dikker en steviger. De cellen en de celwanden kunnen daarbij in vorm gaan verschillen. Dit heet celdifferentiatie. Deze celdifferentiatie hangt samen met de functie die de cel gaat vervullen. De meeste cellen zullen een speciale functie krijgen en dat heet celspecialisatie.